# اللامكان (عمارة)
اللإمكان بشكل عام، هو المكان غير المميز عن غيره من الأماكن في المظهر أو الطابع.
الهندسة المعمارية تشكل اللاهية المتناهيه الإمكانية للازدواج بين كمية عائله من العلوم الدنيويه التي وان حصرت في مجموعه كلمات تؤدي بك تلقائيا إلى تعريف معنى العمارة أو الفن المعماري الحديث، 
مفهوم اللإمكان
الطابع المرجعي يمثل الحالة الأفتراضية فيما توفرها الوسائل التقنية التي وجدها الأنسان في تحقيق هذا الغرض فهي صورة الذات ضمن المكان، فيحكم على الأماكن التي تفتقر إلى الأحساس بالمضمون والمعنى في بعض الأحيان با اللإمكانية، وهذه الأماكن ليس لها علاقات خاصة مع الأماكن التي تقع فيها، فأنها موجوده باية طريقة مثل شريط المواقع التاريخية التي لم تستغل سياحياً، أو المساكن الجديدة (الأستوديوهات) تكون في بعض الأحيان قبل تقطيعها تعرف أو تصنف بأنها فقدت احساسها بالمكان، أما في التصميم الداخلي فنجدها مثلاً بأقتطاع عنصر من الفضاء لا لغرض ثابت فمكانيتها قد تلاشت، فضلاً عن ذلك هناك مواقع لإمكانية ولا تنتمي إلى المكان يتم استعارتها أو نقلها من أماكن وعصور وحضارات أخرى لا تنتمي للمكان الأصلي، وهذه تعمل على اختراق المكان وتؤدي إلى نقل مفاهيم ورسائل وثقافات حضارات أخرى(الجميلي،2008، ص34). لا تنتمي للمكان الأصلي، وتعمل على اختراق المكان وتؤدي إلى نقل مفاهيم ورسائل وثقافات لحضارات أخرى لا تعبر عن هوية المكان، فالأماكن هي محيط الأشياء المحددة قصداً أو خلفيتها، فهي أطار للأحداث والأشياء (إدوارد 2008، ص95).
أن كانت الأماكن لغير هيئاتها أو أفعالها فأنها تنسب لكونها لإمكانية وهذه اللإمكانية ما يمكن أن تكون سلبيه أو ايجابيه، لتعبر عن ابداعات لتصاميم لإمكانية كما مانراه في تصاميم المدينة الثلجية في دبي هذه الفكرة المبنية أن بأمكان المكان أن تتحرك من عوالم مختلفة إلى أخرى.
"المكان هو تصور ضروري قبلي يشكل أساساً للحدس الخارجي ولا يمكن البتة ان نتصور أن ليس هناك مكان على الرغم من أنه يمكننا أن نفكر أن ليس ثمت مواضيع في المكان، وأيضاً ما نجدة في تصاميم الحداثة إذ التصور اللامكاني كان السبيل في تصاميمها فهو يعد بمنزلة شرط لامكاني للظاهرات، لا بمنزلة تعيين تابع لها"(عمانوئل كانط، ، ص63).
الانعكاس المتأتي فيما سبق يوضح المكان ليس مجرد وعي الشيء ولكن الشيء في مكانه وأن هذه الأماكن تحدد في العام حسب الهيئات ومعانيها، بوصفها مكاناً أو لإمكان، فهي هدف بحد ذاته. فالأماكن التي تفتقر إلى الأحساس بالمضمون والمعنى أو التي لا تمتلك علاقات خاصة مع الأماكن الأخرى، أو التي يتم استعارتها من أماكن أخرى لا تنتمي للمكان وتعمل على اختراق منظومة المكان الأصلية تتمثل مصطلح اللإمكان.